# Opowieść o ciężko doświadczonym Apoloniuszu z Tyru
Opowieść o ciężko doświadczonym Apoloniuszu z Tyru – romans bizantyński z przełomu XIV i XV wieku.

## Treść
Opowieść o ciężko doświadczonym Apoloniuszu z Tyru. Przekład z języka łacińskiego na grecki (Diégesis polypathús Apolloníu tu Týru. Metaglòttisma apò Latinikòn ejs Romaikòn) stanowi wersję bizantyńską najbardziej rozpowszechnionego w całej Europie aż po wiek XIX, i przetłumaczonego na niemal wszystkie języki nowożytne romansu antycznego. Główną bohaterką utworu jest Anastazja córka Antiocha, króla Antiochii, której matka Parochia umarła podczas porodu. Anastazja wyrasta na piękność, o której rękę stara się wielu zalotników. Ojciec żywiący do córki kazirodcze uczucie pozbywa się zalotników zadając im zagadkę. Ten kto nie umie jej rozwiązać, zostaje ścięty. Głowy śmiałków król umieszcza dla przestrogi nad bramą pałacu. Właściwe rozwiązanie będące aluzją do występnej miłości łączącej ojca z córką, daje dopiero Apoloniusz, król Tyru. Zamiast nagrody otrzymuje jednak pogróżkę. Wsiada więc w pośpiechu na statek i odpływa. Statek rozbija się koło wybrzeży Kyreny. 
Apoloniusz, rozbitek, przybywa do Trypolisu, i staje do zawodów muzycznych odbywających się na dworze królewskim. W nagrodę za odniesione zwycięstwo Apoloniusz otrzymuje za żonę Archistratusę, córkę króla Trypolisu. Już jako władca Trypolisu dowiaduje się, że Antioch wraz z Anastazją zginęli rażeni piorunem i pochłonęło piekło, a lud Antiochii chce w nim widzieć swego króla. Młode małżeństwo wyrusza do Antiochii. Nad okrętem rozpętuje się burza, a Archistratusa umiera podczas przedwczesnego porodu. Przesądni żeglarze wrzucają złożone w skrzyni zwłoki królowej do morza. Fale wyrzucają skrzynię na brzeg koło Efezu. Okazuje się, że królowa żyje, zapadła tylko w stan uśpienia. Przekonana, że mąż nie żyje, Archistratusa zostaje kapłanką Artemidy w Efezie. Tymczasem Apoloniusz przybija do Tarsu, pozostawia przygodnym opiekunom noworodka wraz z piastunką i odpływa.
Po latach niemowlę wyrasta na uroczą dziewczynę o imieniu Tarsja. Jej opiekunowie chcą ją jednak zabić, ponieważ jest piękniejsza od ich własnej córki. Mordercę dziewczyny płoszą korsarze, którzy porywają ją i sprzedają do domu publicznego w Mitylenie. Tarsja zarabia na życie śpiewem, pozostaje czysta, gdyż opiekuje się nią zakochany w niej Atenagoras. Tymczasem na Mitylenę przybywa odbywający podróż handlową Apoloniusz. Słuchając, śpiewającej tęskną pieśń Tarsji, rozpoznaje w niej własną córkę. Uradowany z odnalezienia dziecka, oddaje ją za żonę troszczącemu się o nią Atenagorasowi. Pod wrażeniem wieszczego snu wszyscy troje odnajdują w klasztorze świętej Tekli Archistratusę pełniącą obowiązki ksieni klasztoru. Cudem połączona rodzina udaje się do Tarsu. Wzburzony lud kamienuje tam okrutnych opiekunów Tarsji. Apoloniusz zostaje królem Antiochii, Tarsu i Kyreny. Zięcia i córkę osadza na tronie Tyru. Sam dożywa sędziwego wieku 74 lat. Swoje przygody, spisuje w dwóch egzemplarzach, jeden umieszcza w świątyni Artemidy w Efezie, drugi we własnej bibliotece.

## Charakterystyka
Romans powstał w kręgu antycznej kultury greckiej i wykazuje duże związki z Historią efeską o Antei i Habrokomesie (Ta katá Anthéjan kaj Habrakòmen Ephesiaká) Ksenofonta z Efezu (117 - 263 ?). Najstarsza znana wersja romansu o Apoloniuszu z Tyru należąca jeszcze do tradycji pogańskiej, pochodziła z przełomu III i IV wieku i zaginęła. Podobny los spotkał późniejszą, bo pochodzącą z V stulecia, jej schrystianizowaną przeróbkę. Zachowała się dopiero wersja łacińska opowieści, z VI wieku, zatytułowana Historia Apollonii regis Tyri. Miała ona ogromne powodzenie na Zachodzie przez cały okres średniowiecza i później aż po wiek XIX. Zachowało się około 60 jej rękopisów.
Opowieść o ciężko doświadczonym Apoloniuszu z Tyru powstała na podstawie wersji łacińskiej za pośrednictwem przeróbki w języku toskańskim. Zachowała się w 2 wersjach, obydwie zostały napisane nierymowanym wierszem politycznym. Starsza z przełomu XIV i XV wieku zawiera 857 wersów, młodsza ze schyłku XV stulecia – 1894 wersy. Za jej autorów uważa się Konstantyna Temenosa lub Gabriela Kontianosa, którzy niewykluczone, że byli jedynie kopistami anonimowej przeróbki romansu. Młodsza wersja poematu powstała w oparciu o włoski utwór Istoria d'Apollonio pióra Antonia Bucciego (zm. 1388).